# Atletiek op de Olympische Zomerspelen 2016 – 4×100 meter vrouwen
De 4×100 meter vrouwen op de Olympische Zomerspelen 2016 in Rio de Janeiro vond plaats op 18 augustus (series) en 19 augustus 2012 (finale). Regerend olympisch kampioen was Jamaica.

## Records
Voorafgaand aan het toernooi waren dit het wereldrecord en het olympisch record.
| Wereldrecord     | Verenigde Staten Tianna Madison Allyson Felix Bianca Knight Carmelita Jeter | 40,82 | Londen | 10 augustus 2012 |
| Olympisch record |                                                                             |       |        |                  |

Tijdens dit evenement zijn de volgende nationale records verbroken.
| Welk land        | Tijd  |
| ---------------- | ----- |
| Groot-Brittannië | 41,77 |

## Tijdschema
| Datum                      | Tijd  | Onderdeel |
| -------------------------- | ----- | --------- |
| Donderdag 18 augustus 2016 | 11:20 | Series    |
| Vrijdag 19 augustus 2016   | 22:15 | Finale    |

## Uitslagen
Legenda:

Q - Gekwalificeerd door eindplaats

q - Gekwalificeerd door eindtijd

SB - Beste tijd gelopen in seizoen voor land

NR - Nationaal record voor land

DSQ - Gediskwalificeerd

### Series
Kwalificatieregels:
1. De drie snelsten van elke serie kwalificeerden zich direct voor de finale.
2. Van de overgebleven teams kwalificeerden de twee snelsten zich ook voor de finale.

#### Serie 1
| Rang | Baan | Land | Team                                                                            | Tijd  | Opmerkingen |
| ---- | ---- | ---- | ------------------------------------------------------------------------------- | ----- | ----------- |
| 1    | 5    | JAM  | Simone Facey, Sashalee Forbes, Veronica Campbell-Brown, Shelly-Ann Fraser-Pryce | 41,79 | Q, SB       |
| 2    | 7    | GBR  | Asha Philip, Desiree Henry, Dina Asher-Smith, Daryll Neita                      | 41,93 | Q           |
| 3    | 1    | UKR  | Olesja Povch, Natalia Pohrebniak, Marija Rjemjen, Jelizaveta Bryzhina           | 42,49 | Q, SB       |
| 4    | 4    | CAN  | Farah Jacques, Crystal Emmanuel, Phylicia George, Khamica Bingham               | 42,70 | q, SB       |
| 5    | 6    | CHN  | Yuan Qiqi, Wei Yongli, Ge Manqi, Liang Xiaojing                                 | 42,70 |             |
| 6    | 3    | NED  | Jamile Samuel, Dafne Schippers, Tessa van Schagen, Naomi Sedney                 | 42,88 |             |
| 7    | 8    | POL  | Ewa Swoboda, Marika Popowicz-Drapala, Klaudia Konopko, Anna Kielbasinska        | 43,33 |             |
| 8    | 2    | GHA  | Flings Owusu-Agyapong, Gemma Acheampong, Beatrice Gyaman, Janet Amponsah        | 43,37 |             |

#### Serie 2
| Rang | Baan | Land | Team                                                                       | Tijd  | Opmerkingen |
| ---- | ---- | ---- | -------------------------------------------------------------------------- | ----- | ----------- |
| 1    | 7    | GER  | Tatjana Pinto, Lisa Mayer, Gina Lückenkemper, Rebekka Haase                | 42,18 | Q           |
| 2    | 8    | NGR  | Gloria Asumnu, Blessing Okagbare, Jennifer Madu, Agnes Osazuwa             | 42,55 | Q, SB       |
| 3    | 1    | TRI  | Semoy Hackett, Michelle-Lee Ahye, Kelly-Ann Baptiste, Khalifa St, Fort     | 42,62 | Q, SB       |
| 4    | 4    | FRA  | Floriane Gnafoua, Céline Distel-Bonnet, Jennifer Galais, Stella Akakpo     | 43,07 |             |
| 5    | 5    | SUI  | Ajla Del Ponte, Sarah Atcho, Ellen Sprunger, Salomé Kora                   | 43,12 |             |
| –    | 6    | KAZ  | Rima Kashafutdinova, Viktoriya Zyabkina, Yuliya Rakhmanova, Olga Safronova | DSQ   |             |
| –    | 3    | BRA  | Bruna Farias, Franciela Krasucki, Kauiza Venancio, Rosangela Santos        | DSQ   |             |
| –    | 2    | USA  | Tianna Bartoletta, Allyson Felix, English Gardner, Morolake Akinosun       | [ 2 ] |             |

#### Speciale serie 3
| Rang | Baan | Land | Team                                                                 | Tijd  | Opmerkingen |
| ---- | ---- | ---- | -------------------------------------------------------------------- | ----- | ----------- |
| 1    | 2    | USA  | Tianna Bartoletta, Allyson Felix, English Gardner, Morolake Akinosun | 41,77 | q           |

### Finale
| Rang   | Baan | Land | Team                                                                                   | Tijd  | Opmerkingen |
| ------ | ---- | ---- | -------------------------------------------------------------------------------------- | ----- | ----------- |
| Goud   | 1    | USA  | Tianna Bartoletta, Allyson Felix, English Gardner, Tori Bowie                          | 41,01 | SB          |
| Zilver | 6    | JAM  | Christania Williams, Elaine Thompson, Veronica Campbell-Brown, Shelly-Ann Fraser-Pryce | 41,36 | SB          |
| Brons  | 5    | GBR  | Asha Philip, Desiree Henry, Dina Asher-Smith, Daryll Neita                             | 41,77 | NR          |
| 4      | 4    | GER  | Tatjana Pinto, Lisa Mayer, Gina Lückenkemper, Rebekka Haase                            | 42,10 |             |
| 5      | 7    | TRI  | Semoy Hackett, Michelle-Lee Ahye, Kelly-Ann Baptiste, Khalifa St, Fort                 | 42,12 | SB          |
| 6      | 8    | UKR  | Olesja Povch, Natalia Pohrebniak, Marija Rjemjen, Jelizaveta Bryzhina                  | 42,36 | SB          |
| 7      | 2    | CAN  | Farah Jacques, Crystal Emmanuel, Phylicia George, Khamica Bingham                      | 43,15 |             |
| 8      | 3    | NGR  | Gloria Asumnu, Blessing Okagbare, Jennifer Madu, Agnes Osazuwa                         | 43,21 |             |